# 尾道造船
尾道造船株式会社（おのみちぞうせん、英: Onomichi Dockyard Co., Ltd.）は日本の造船メーカー。

## 概要
独立系の中堅造船メーカー。一般社団法人日本造船工業会の会員。商号に尾道と言う地名が入っているが本社は兵庫県神戸市にある。
プロダクト/ケミカル・タンカー、バラ積み船の建造を主力とし、広島県尾道市に造船所を有する。また、傘下の佐伯重工業株式会社、Colombo Dockyard PLC（スリランカ）でも船舶の建造、修繕を行っている。
また、フェリーの建造も行っており、日中国際航路で運航されている燕京、新鑑真、同社が株式を保有する琉球海運向けにRO-RO船の建造実績を有する。

## 沿革
- 1943年（昭和18年）- 尾道造船株式会社設立。
- 1948年（昭和23年）- 1号船台（5,600 DWT）新設。
- 1955年（昭和30年）- 2号船台（2,400 DWT）新設。
- 1957年（昭和32年）- 3号船渠（9,000 DWT）新設、1号船台を17,000 DWT、2号船台を6,500 DWTに拡張。
- 1966年（昭和41年）- 5号船渠（9,000 DWT）新設。
- 1966年（昭和41年）- 1号船台を26,000 DWT、2号船台を85,000 DWTに拡張。
- 1970年（昭和45年）- 6号船渠（40,000 DWT）新設。
- 1977年（昭和52年）- 陸上部門に進出。
- 1987年（昭和62年）- 1号船台廃止、組立工場に改造。
- 1988年（昭和63年）- 2号船台を105,000 DWTに拡張。
- 1990年（平成2年）
  - 3号船渠廃止、組立工場に改造、5号船渠を53,000 DWTに拡張。
  - 佐伯重工業の株式を取得し、経営に乗り出す。
- 1992年（平成4年）- Colombo Dockyard Ltd.（スリランカ）の株式取得、子会社化。
- 1994年（平成6年）- ISO 9001の取得。
- 2003年（平成15年）- 産業機械部を開設。
- 2007年（平成19年）
  - 省エネ・省力型RORO船「わかなつ」がシップ・オブ・ザ・イヤー2006を受賞。
  - 松永工場新設。
- 2008年（平成20年）- 向島工場新設。
- 2010年（平成22年）- 安全教育センター及び新塗装工場を新設。
- 2017年（平成29年）
  - 佐伯工場新設。
  - シンプルフェリー「フェリーしまんと」がシップ・オブ・ザ・イヤー2016大型客船部門賞を受賞。

## 創業家
創業者の初代浜根岸太郎（1861-1925、北海道平民浜根忠吉の長男）は、愛媛県の弓削島（現・上島町）で生まれ、函館市で奉公ののち、1899年に海産物委託販売の「濱根商店」を開く。製塩販売を生業とし、1905年の専売法施行以降は函館塩販売所を営み、函館造船所取締役、函館商業会議所議員なども務める。1910年より海運業を開始し、1917年に同店を株式会社化、1918年に向島船渠を創立し、1921年に念願の1万トン船主となり、1923年濱根商店を神戸へ移転。1924年に養子の山田忠蔵（北海道・山田房吉の四男、1887年生）が跡を継ぎ、二代目浜根岸太郎を襲名。二代目岸太郎は、浜根商店、向島船渠の社長を継ぎ、1935年に浜根汽船を創業、1943年に向島船渠が日立造船に吸収合併され同社取締役に就任、木造船の造船所として尾道造船を創業し社長に就任。その後1959年に二代目岸太郎の長女・初江の婿・浜根康夫（武井悌四郞の四男）が社長を継いだ。二代目岸太郎の養子で副社長を務めた浜根隆正は西郷隆盛の孫（西郷寅太郎七男）。康夫の娘婿に中部銀次郎、浜根義和（乾豊彦三男）がいる。

## 事業所及び建造設備
国内及び海外の関連会社も含め、記述する。

### 自社
- 尾道造船所 : 広島県尾道市山波町1005番地
  - 2号船台 : 105,000 DWT
  - 5号船渠 : 60,000 DWT
  - 6号船渠 : 40,000 DWT
- 東京支店 : 東京都中央区日本橋本町1丁目1-8 KDX新日本橋ビル

### 関連会社（国内）

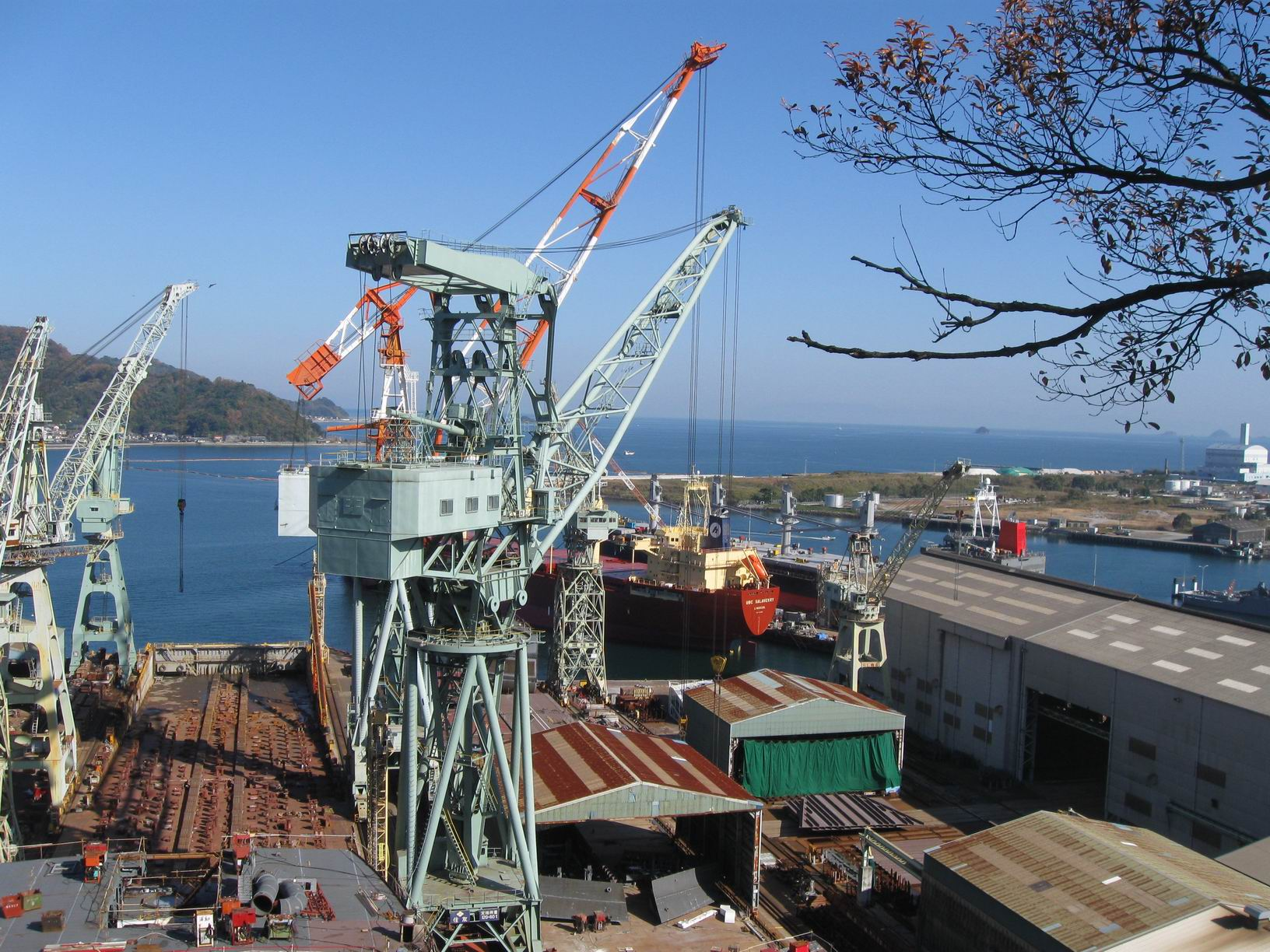
佐伯重工業

- 佐伯重工業株式会社 : 大分県佐伯市鶴谷町2丁目5番37号

### 関連会社（海外）
- Colombo Dockyard PLC : スリランカ民主社会主義共和国コロンボ市
  - Dock 1 : 30,000 DWT, L 213.0 × W 26.0× D 9.7 m
  - Dock 2 : 9,000 DWT, L 107.0 × 18.0 × D 6.7 m
  - Dock 3 : 8,000 DWT, L 122.0 × 16.0 × D 5.5 m
  - Dock 4 : 125,000 DWT, L 263.0 × 44.0 × D 8.9 m

## 標準船型
主な船型を記述する。
- 40PC : 40,000 DWT, ボストンマックス船型石油製品/化学製品運搬船。佐伯重工業で建造。
- 47PC : 47,000 DWT, 石油製品運搬船
- 75PC : 75,000 DWT, パナマックス船型石油製品運搬船
- 71PC : 71,000 DWT, パナマックス船型石油タンカー
- 53BC : 52,800 DWT, ハンディーマックス船型バラ積み船
- 33BC : 33,000 DWT, Box Shaped Bulk Carrier
- 37BC : 37,000 DWT, "Super" Box Shaped Bulk Carrier
- 50PC : 50,000 DWT,  PRODUCT TANKER
- 50PC : 50,000 DWT,  CHEMICAL / PRODUCT TANKER